# Döhlau
Döhlau je obec v německé spolkové zemi Bavorsko, v zemském okrese Hof. Leží šest kilometrů jihovýchodně od Hofu na spolkové silnici 15.

## Geografie

### Místní části
Obec je oficiálně rozdělena na sedm částí.
| - Döhlau - Kautendorf - Lahmreuth - Neutauperlitz | - Neudöhlau - Stumpfhof - Tauperlitz |

## Historie
První písemná zmínka o obci pochází z roku 1348. Je pojmenováno po šlechtickém rodu Rabensteinů z Döhlau. Několikrát změnila majitele, od roku 1810 patří pod Bavorsko. Současná obec vznikla ediktem v roce 1818. V roce 1978 k ní byly připojeny dosud samostatné obce Kautendorf a Tauperlitz.

## Politika
Městská rada má 16 členů:
- SPD 6 křesel
- PFG (Parteifreie Gemeinschaft Döhlau/Tauperlitz/Kautendorf) 5 křesel
- CSU 5 křesel

Stav: komunální volby 2008

## Památky
- evangelický kostel sv. Petra a Pavla
- zámek Döhlau, v současnosti v soukromém vlastnictví

### Školství
- mateřská škoka Döhlau
- Von-Pühelova škola v Tauperlitzu

## Osobnosti obce
- v městské části Tauperlitzu se 27. prosince 1888 narodila herečka a spisovatelka Thea von Harbou